# خالد بن حمد المالك
خالد بن حمد المالك صحفي سعودي وكاتب. ولد في مدينة الرس في منطقة القصيم عام 1943م. هو رئيس تحرير صحيفة الجزيرة السعودية، ورئيس هيئة الصحفيين السعوديين، ورئيس اتحاد الصحافة الخليجية، كرم بالعديد من الأوسمة والجوائز، خرج من عباءته الصحفية عدد من مشاهير الإعلام ورؤساء التحرير، تجاوزت خبرته الصحافية الـ 50 عاماً على المستوى الخليجي والعربي.

## التعليم
درس المالك المرحلة الابتدائية في مدينة الرس مسقط رأسه، والمرحلتي المتوسطة والثانوية في مدينة الرياض، والتحق بدورات تعليمية في المملكة وفي الولايات المتحدة الأمريكية.

## حياته العملية
- بدأ حياته العملية موظفا في عدد من الجهات الحكومية، كوزارة التجارة وديوان المظالم.
- اتجه للصحافة وبدأ فيها محررا في صحيفتي «الرياض» و «الجزيرة» ومجلة «اليمامة».[2]

- عُيّن رئيسا لتحرير صحيفة (الجزيرة) اليومية التي تصدر في مدينة الرياض منذ خمسين عاماً، وهو من تولى مسؤولية إصدارها طبعة يومية في عام 1392هـ ـ 1972م.
- تولى من خلال مؤسسة الجزيرة للصحافة والطباعة والنشر إصدار صحيفة (المسائية) اليومية في عام 1402هـ ـ 1982م وأشرف على تحريرها في بداية صدورها، وقد احتجبت عن الصدور بعد عشرين عاماً من صدورها يومياً.
- انتخب رئيساً لمجلس إدارة هيئة الصحفيين السعوديين في الدورة الرابعة عام 1438هـ ـ 2016م، وكان قد انتخب نائباً لرئيس مجلس إدارة هيئة الصحفيين السعوديين في أول تشكيل لها عام 1425هـ ـ 2004م، وأعيد انتخابه في الدورة الثانية عام 1429هـ ـ 2008م.
- انتخب رئيساً لاتحاد الصحافة الخليجية في عام 1438هـ ـ 2017م [3]
- عين بأمر من الملك سلمان حين كان أميراً لمنطقة الرياض رئيساً لمجلس إدارة مدارس الرياض عام1429هـ ـ  2008م والتي كان يرأس مجلسها الفخري حينذاك خادم الحرمين الشريفين الملك سلمان بن عبد العزيز.
- انتخب سابقاً عضواً ورئيساً في عدد من مجالس إدارة الشركات والمؤسسات الأهلية والجمعيات الإدارية والخيرية، حالياً يشارك في عدد من العضويات التطوعية في العديد من الكراسي العلمية والبحثية ومجالس إدارات الدعم الخيرية والاجتماعية والثقافية والشرفية، ومنها مجلس إدارة والهيئة العالمية للتعريف بالنبي محمد صلى الله عليه وسلم، ومجلس إدارة مركز الملك سلمان الاجتماعي، والعضوية الشرفية لجمعية الإدارة السعودية، وعضو مجلس الهيئة الاستشارية لكرسي د. غازي القصيبي بجامعة اليمامة، ومجلس وقف جامعة الملك فهد للبترول والمعادن وغيرها.
- عضوية مجلس إدارة مؤسسة الجزيرة للصحافة والطباعة والنشر.
- كُلِّف بإنشاء الشركة الوطنية الموحدة للتوزيع التي تملكها المؤسسات الصحفية عام 1404هـ ـ 1983م، وعُيِّنَ أول مديراً عاماً لها وعضواً في مجلس إدارتها لمدة ست سنوات.
- شارك في الكثير من الندوات الثقافية والإعلامية وألقى عدد من المحاضرات داخل المملكة وخارجها، ومن بين الدول التي حاضر فيها خارج المملكة (اليابان وألمانيا وكوريا الجنوبية وإيطاليا وبولندا وكازاخستان) وغيرها.
- أول رئيس تحرير سعودي يلقي كلمة باللغة العربية في المؤتمر العالمي للصحف التاسع والخمسين ومنتدى المحررين الثالث عشر بجنوب أفريقيا 1428هـ ـ 2007م الذي نظمه «الاتحاد العالمي للصحف» win ifra، حيث اعتمدت اللغة العربية بفضل مبادرته لتكون لغة معتمدة رسمياً بعد تسعة وخمسين عاماً من عمر هذا المحفل العالمي السنوي.
- تشرف بتسميته «ولي عهد الصحافة» في المملكة من قبل خادم الحرمين الشريفين الملك عبد الله رحمه الله.
- لقب باسم (رئيس رؤساء التحرير السعوديين).
- لقب بجامعة الصحافة السعودية.

## الجوائز
- منح جائزة «الشخصية الإعلامية» من المنتدى السعودي للإعلام عام 2023.[4]
- منح جائزة «شخصية العام الإعلامية» من جائزة الإعلام العربي عام 2022 تقديراً لمسيرة مهنية طويلة امتدت على مدار نحو 5 عقود أمضاها في خدمة الصحافة العربية.[5]
- جائزة جائزة «الرواد» من المجلس الأعلى للإعلام في مصر عام 2022م.[6]
- جائزة المفتاحة عام 1428هـ ـ 2007م.
- جائزة البحر الأبيض المتوسط العالمية في إيطاليا في حقل الصحافة والإبداع 1436 هـ /2015م.
- حصل على وسام جامعة الإمام محمد بن سعود الإسلامية عام 1438هـ ـ 2017م.
- أختير سفيراً للمشروع الوطني للوقاية من المخدرات (نبراس) من قبل اللجنة الوطنية لمكافحة المخدرات عام 1438هـ ـ 2017م.
- جائزة الإبداع الإعلامي في الكويت 1436 هـ / 2015 م
- منح جائزة تكريم رواد الصحافة بالمملكة من المؤتمر الإعلامي الدولي الأول عن مستقبل النشر الصحفي 1430هـ ـ 2009م برعاية خادم الحرمين الشريفين.
- جائزة رائد الصحافة المحلية من معرض ومنتدى الرياض الإعلامي.
- حصل على وسام التكريم من العاهل المغربي.
- حصل على جائزة منظمات مجلس العلاقات الخليجية الدولية (كوغر) للشخصية الصحفية السعودية والخليجية لعام 1436هـ ـ 2015م. في البحرين.
- كرم في العديد من المنتديات والصوالين الثقافية والأدبية داخل المملكة وخارجها ومنها (إثنينية عبد المقصود خوجة بجدة وإثنينية عثمان الصالح بالرياض وصالون غازي الثقافي بالقاهرة ومنتدى الرياض الإعلامي وثلوثية المشوح، وغيرها.
- برز على يده وبدعمه وتحت رئاسته إعلاميون سعوديون تربعوا على عرش الصحافة والقنوات الإعلامية المحلية والعربية حيث عملوا رؤساء تحرير للصحف والمجلات المحلية والعربية ومدراء تنفيذيين لقنوات تلفزيونية ومدراء لمكاتب وكالات أنباء عربية وعالمية.

## إصداراته
- حمد المنصور المالك ـ سيرة حافلة بالعطاء
- (أبكيك يا ولدي)
- (رحلة ملك)
- (العواصم الإسلامية بين حلب وطشقند)
- (مشاركات منبرية)
- (رؤيتي الصحفية)
- (بروق الخير)
- (عيناني تدمعان)
- (فقيد الشورى ذو الأمانتين)
- (للتاريخ ولغازي القصيبي)
- (دور الصحافة في دعم قطاع السياحة والآثار: صحيفة الجزيرة مثالاً)
- (اختفاء الصحافة الورقية.. متى وكيف)
- (التجربة الصحفية بالمملكة في ضوء منهج الاعتدال السعودي)
- (لا يا سمو الأمير: مائة مقال ومقال). صدر عام 2017، وهو محاولة من المؤلف لاستقراء الأزمة الدبلوماسية مع قطر.[7]
- (في معية ملك). صدر عام 2018، وسجل فيه انطباعاته عن مرافقته للملك سلمان بن عبد العزيز آل سعود في رحلاته الخارجية.[8]
- (قائد التغيير). صدر عام 2019، ويرصد فيه الحراك السياسي والاقتصادي والأمني والاجتماعي لولي عهد المملكة العربية السعودية الأمير محمد بن سلمان آل سعود.[9]

كتب مقدمات لكثير من الكتب بطلب من مؤلفيها.

## العائلة
ابنه الأكبر هو بشار الذي عين رئيساً تنفيذياً للشركة السعودية للخطوط الحديدية "سار" في 08 فبراير 2017م.